# Pittosporum umbellatum
Pittosporum umbellatum là một loài thực vật có hoa trong họ Pittosporaceae. Loài này được Banks & Soland ex Gaertn. miêu tả khoa học đầu tiên năm 1787.